# 墨脱省藤
墨脱省藤（学名：Calamus acanthospathus）为棕榈科省藤属下的一种。